# Jangadeiro BandNews FM
A Jangadeiro BandNews FM é uma emissora de rádio brasileira sediada em Fortaleza, capital do estado do Ceará, que opera na frequência modulada de 101,7 MHz e é afiliada à BandNews FM. Pertencente ao Sistema Jangadeiro de Comunicação, foi inaugurada em 11 de março de 2013 como Tribuna BandNews FM, em referência ao portal Tribuna do Ceará, lançado pelo Sistema Jangadeiro no mesmo ano. Em 2020, passou a se identificar com o atual nome após uma reformulação do grupo.

## História
No final de 2012, foi noticiado após confirmação do Grupo Bandeirantes de Comunicação que Fortaleza teria uma emissora da rede jornalística BandNews FM. A nova estação ocuparia a frequência de 101,7 MHz, que desde 2011 transmitia a Beach Park FM e foi negociada entre esta e o Sistema Jangadeiro de Comunicação. Os preparativos da inauguração foram informados em rede nacional pelo jornalista da BandNews FM Eduardo Barão diretamente da capital cearense. A Tribuna BandNews FM entrou no ar às 7h30 de 11 de março de 2013, e a Beach Park FM passou a operar pela Internet até 1.º de abril, quando retornou através dos 92,9 MHz. O lançamento da emissora contou com a presença de Barão, Ricardo Boechat, também jornalista da rede, e executivos do Grupo Bandeirantes. O nome era uma referência ao portal Tribuna do Ceará, lançado concomitantemente, que durante anos havia sido o título de um jornal em Fortaleza e teve os direitos adquiridos por Tasso Jereissati, proprietário do Sistema Jangadeiro.

Logotipo utilizado pela Tribuna BandNews FM entre 2013 e 2019

Em seu começo, com base nas faixas horárias destinadas pela BandNews FM às programações locais, a grade diária da Tribuna BandNews FM era composta pelo Edição Manhã, Primeira Edição e Edição Noite. Em 5 de janeiro de 2014, a emissora passou a contar com uma equipe esportiva para transmissões de jogos dos times de futebol cearenses. Em 2018, a estação e a TV Jangadeiro lançaram o programa esportivo Futebolês, projeto multimídia criado após a aquisição dos direitos de transmissão televisiva da Copa do Nordeste. Em 2019, as emissoras da Rede Jangadeiro FM no interior do Ceará deixaram de retransmitir parte da programação da Tribuna BandNews FM devido a uma crise enfrentada pelo Sistema Jangadeiro.

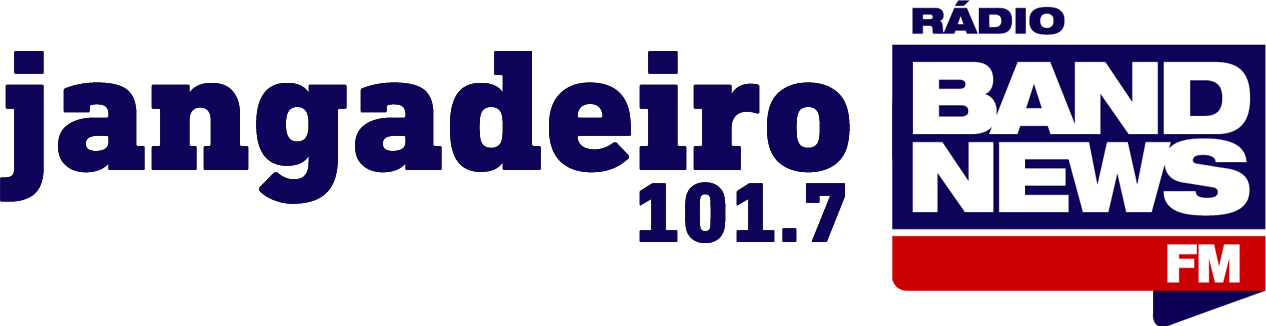
Logotipo utilizado pela Jangadeiro BandNews FM entre 2020 e 2022

Em 10 de agosto de 2020, durante a reformulação dos veículos do Sistema Jangadeiro, a emissora mudou sua identificação para Jangadeiro BandNews FM. Foram alterados também os nomes de seus noticiários, transmitidos pela manhã em duas edições de segunda a sexta-feira e uma no sábado, que passaram a ser chamados de Jornal Jangadeiro.